# Suchorączek
Suchorączek – wieś w Polsce położona w województwie kujawsko-pomorskim, w powiecie sępoleńskim, w gminie Więcbork.
Pierwszy znany zapis dotyczący wsi pochodzi z 1288 roku. Jest to dokument dotacyjny arcybpa Jakuba dla opata cysterskiego Engelberta z Byszewa.
W latach 1975–1998 miejscowość administracyjnie należała do województwa bydgoskiego. Według Narodowego Spisu Powszechnego (III 2011 r.) liczyła 354 mieszkańców. Jest siódmą co do wielkości miejscowością gminy Więcbork.
Wieś posiada ochotniczą straż pożarną i wiejski dom kultury. Mieści się tu Państwowy Dom Pomocy Społecznej z kaplicą rzymskokatolicką. Przez wieś przepływa rzeka Orla.

## Zabytki
Według rejestru zabytków NID na listę zabytków wpisany jest zespół pałacowy z 2 poł. XIX w., nr rej.: 131/A z 15.12.1984:
- pałac, 1853 r., około roku 1880, około roku 1920
- park, XIX w.
- zabudowania gospodarcze, 2. połowa XIX w.